# 相似鞘群海葵
相似鞘群海葵（学名：Epizoanthus similis）为鞘群海葵科鞘群海葵属的动物。分布于澳大利亚以及中国东海等海域， 群体附于寄居蟹的螺壳上。